# Mars-sur-Allier
Mars-sur-Allier est une commune française située dans le département de la Nièvre, en région Bourgogne-Franche-Comté.

## Géographie

### Climat
Pour des articles plus généraux, voir Climat de la Bourgogne-Franche-Comté et Climat de la Nièvre.
En 2010, le climat de la commune est de type climat océanique dégradé des plaines du Centre et du Nord, selon une étude du Centre national de la recherche scientifique s'appuyant sur une série de données couvrant la période 1971-2000. En 2020, Météo-France publie une typologie des climats de la France métropolitaine dans laquelle la commune est exposée à un climat océanique altéré et est dans la région climatique  Centre et contreforts nord du Massif Central, caractérisée par un air sec en été et un bon ensoleillement. 
Pour la période 1971-2000, la température annuelle moyenne est de 11 °C, avec une amplitude thermique annuelle de 15,9 °C. Le cumul annuel moyen de précipitations est de 798 mm, avec 11,6 jours de précipitations en janvier et 7,8 jours en juillet. Pour la période 1991-2020, la température moyenne annuelle observée sur la station météorologique de Météo-France la plus proche, « Sancoins », sur la commune de Sancoins à 13 km à vol d'oiseau, est de 11,7 °C et le cumul annuel moyen de précipitations est de 800,9 mm. 
La température maximale relevée sur cette station est de 42,5 °C, atteinte le 11 août 2003 ; la température minimale est de −22,4 °C, atteinte le 16 janvier 1985,,. 
Les paramètres climatiques de la commune ont été estimés pour le milieu du siècle (2041-2070) selon différents scénarios d'émission de gaz à effet de serre à partir des nouvelles projections climatiques de référence DRIAS-2020. Ils sont consultables sur un site dédié publié par Météo-France en novembre 2022.

## Urbanisme

### Typologie
Au 1er janvier 2024, Mars-sur-Allier est catégorisée commune rurale à habitat très dispersé, selon la nouvelle grille communale de densité à sept niveaux définie par l'Insee en 2022.
Elle est située hors unité urbaine. Par ailleurs la commune fait partie de l'aire d'attraction de Nevers, dont elle est une commune de la couronne,. Cette aire, qui regroupe 93 communes, est catégorisée dans les aires de 50 000 à moins de 200 000 habitants,.

### Occupation des sols
L'occupation des sols de la commune, telle qu'elle ressort de la base de données européenne d’occupation biophysique des sols Corine Land Cover (CLC), est marquée par l'importance des territoires agricoles (96,9 % en 2018), une proportion identique à celle de 1990 (96,9 %). La répartition détaillée en 2018 est la suivante : prairies (68,2 %), terres arables (28,1 %), eaux continentales (3 %), zones agricoles hétérogènes (0,7 %). L'évolution de l’occupation des sols de la commune et de ses infrastructures peut être observée sur les différentes représentations cartographiques du territoire : la carte de Cassini (XVIIIe siècle), la carte d'état-major (1820-1866) et les cartes ou photos aériennes de l'IGN pour la période actuelle (1950 à aujourd'hui).

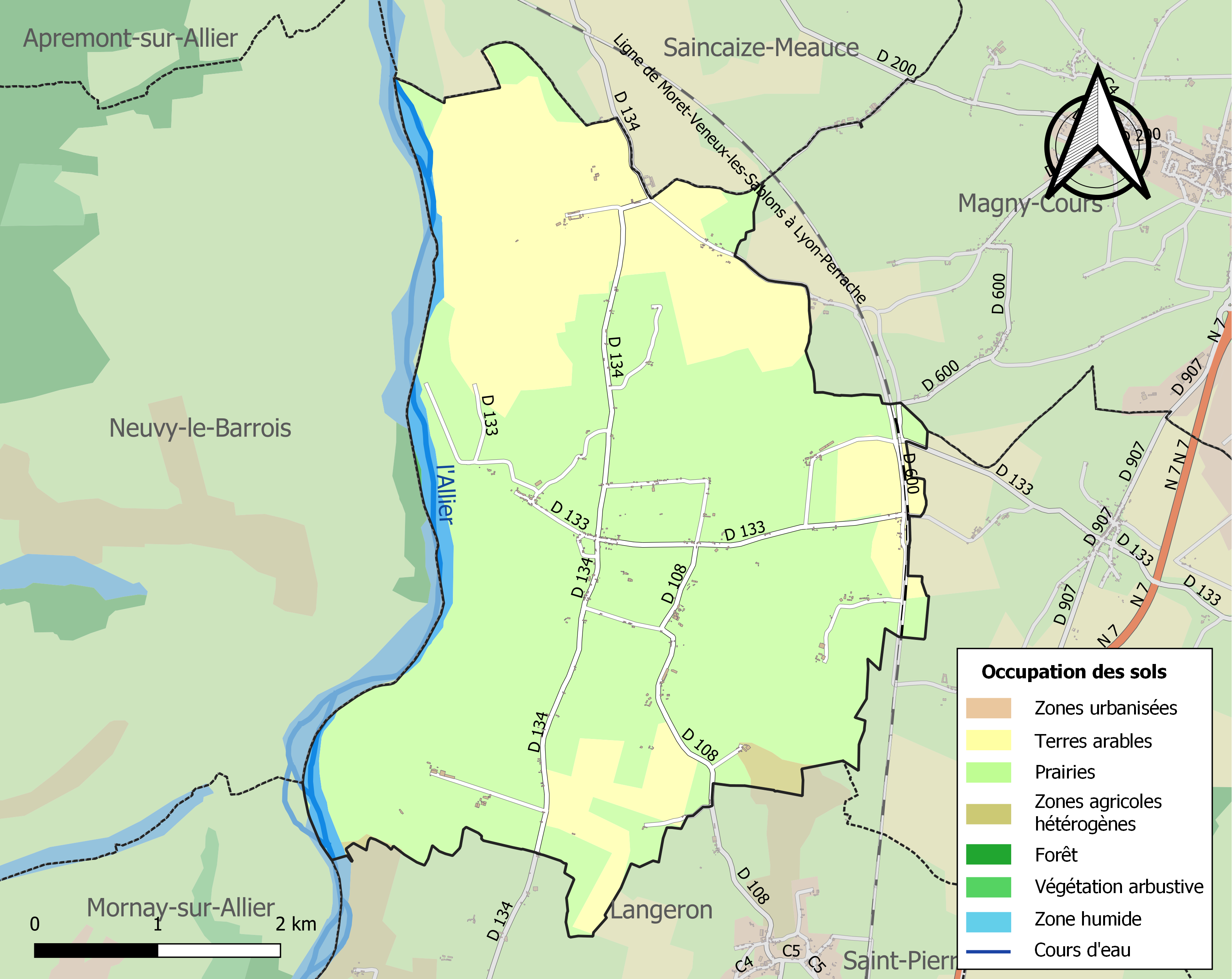
Carte des infrastructures et de l'occupation des sols de la commune en 2018 (CLC).

## Toponymie
De Marcus, dieu de la guerre chez les Romains ou du celte marc qui signifie « marécage » ou Marcium nom d'un romain en 1287.

## Histoire
La commune de Mars-sur-Allier se situe à 20 km au sud de Nevers sur un très ancien axe de passage, Chemin des Alamans (peuplade du Nord de l'Europe se rendant en Aquitaine).
Au Moyen Âge, un des hameaux de Mars-sur-Allier, Châteauneuf-sur-Allier est l'une des trente deux châtellenies du Nivernais.
Après avoir été de simples offices donnés à des prévôts, elles deviennent des sortes de centres administratifs, attribués par des comtes et des ducs à des fonctionnaires nommés par le suzerain.
Elles ont le droit de marquer la justice, de détenir un bailliage, un prieuré, une maladrerie, d'organiser des foires et des marchés, et tiennent sous leur dépendance un nombre variable de fiefs.
Celle de Châteauneuf en compte cinquante-trois, au temps de Guy Coquille, comprenant la plus grande partie de l'actuel canton de Saint-Pierre-le-Moûtier, une partie de celui de Nevers et celui de Dornes.
Un vaste manoir s'élève alors en ce lieu où les Comtes de Nevers aiment séjourner ; dans les premières années du XIXe siècle, des vestiges de l'ancien donjon carré sont encore visibles. En 1686, Mars appartenait au duc de Nevers.
L'économie de Mars-sur-Allier est essentiellement liée à l'agriculture comme en témoigne le nombre important d'exploitations.

## Politique et administration
| Période                                  | Période  | Identité     | Étiquette | Qualité  |
| ---------------------------------------- | -------- | ------------ | --------- | -------- |
| mars 2001                                | ars 2008 | M. Gesquière |           |          |
| mars 2008                                | En cours | Jean Deleume |           | Retraité |
| Les données manquantes sont à compléter. |          |              |           |          |

## Démographie
L'évolution du nombre d'habitants est connue à travers les recensements de la population effectués dans la commune depuis 1793. Pour les communes de moins de 10 000 habitants, une enquête de recensement portant sur toute la population est réalisée tous les cinq ans, les populations de référence des années intermédiaires étant quant à elles estimées par interpolation ou extrapolation. Pour la commune, le premier recensement exhaustif entrant dans le cadre du nouveau dispositif a été réalisé en 2006.

En 2022, la commune comptait 300 habitants, en stagnation par rapport à 2016 (Nièvre : −3,28 %, France hors Mayotte : +2,11 %).
| 1793 | 1800 | 1806 | 1821 | 1831 | 1836 | 1841 | 1846 | 1851 |
| ---- | ---- | ---- | ---- | ---- | ---- | ---- | ---- | ---- |
| 375  | 430  | 410  | 394  | 392  | 386  | 379  | 435  | 396  |

| 1856 | 1861 | 1866 | 1872 | 1876 | 1881 | 1886 | 1891 | 1896 |
| ---- | ---- | ---- | ---- | ---- | ---- | ---- | ---- | ---- |
| 405  | 419  | 472  | 530  | 526  | 524  | 501  | 505  | 491  |

| 1901 | 1906 | 1911 | 1921 | 1926 | 1931 | 1936 | 1946 | 1954 |
| ---- | ---- | ---- | ---- | ---- | ---- | ---- | ---- | ---- |
| 513  | 534  | 542  | 437  | 444  | 425  | 402  | 403  | 450  |

| 1962 | 1968 | 1975 | 1982 | 1990 | 1999 | 2006 | 2011 | 2016 |
| ---- | ---- | ---- | ---- | ---- | ---- | ---- | ---- | ---- |
| 403  | 404  | 313  | 264  | 260  | 258  | 272  | 287  | 300  |

| 2021 | 2022 | - | - | - | - | - | - | - |
| ---- | ---- | - | - | - | - | - | - | - |
| 302  | 300  | - | - | - | - | - | - | - |

## Culture locale et patrimoine

### Lieux et monuments
- L'église romane Saint-Julien des Xe et XIIe siècles, église priorale sous le vocable de Notre-Dame, dépendant autrefois du prieuré Saint-Pierre-et-Saint-Paul de Souvigny, en Bourbonnais. Elle possède sur sa façade occidentale un superbe tympan sculpté. L'église est classée Monument Historique[17] depuis 1886. Elle possède une étonnante abside pentagonale à l'extérieur, semi-circulaire à l'intérieur. Remarquable tympan ouest sculpté. Clocher à baies géminées. Ouverte tous les jours[18].

- Le sentier des Cigognes :

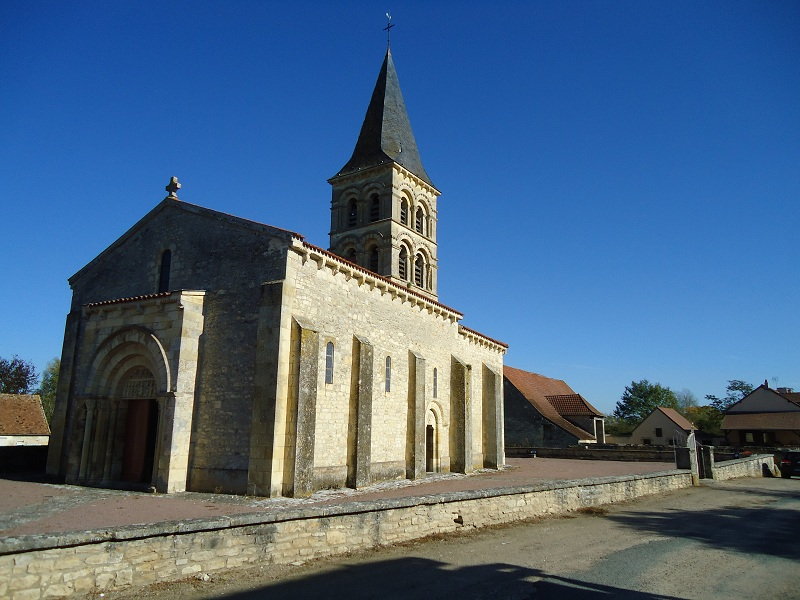
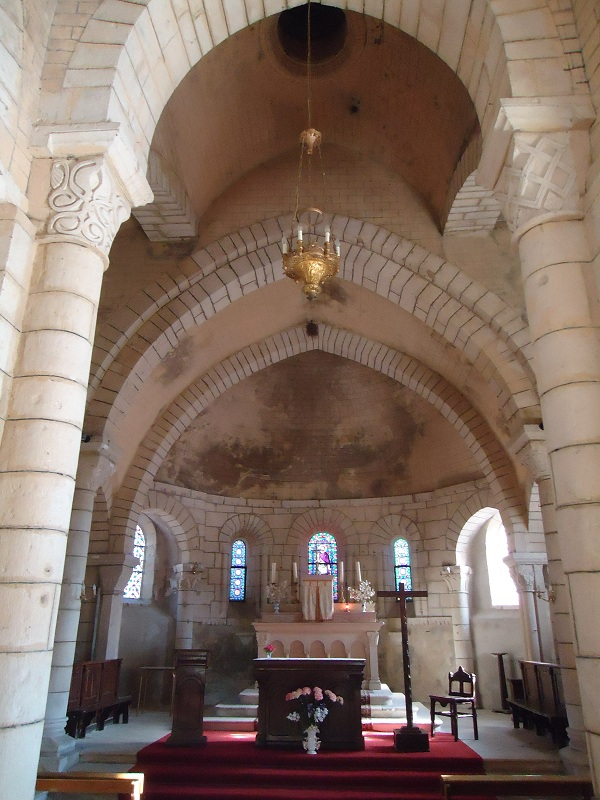
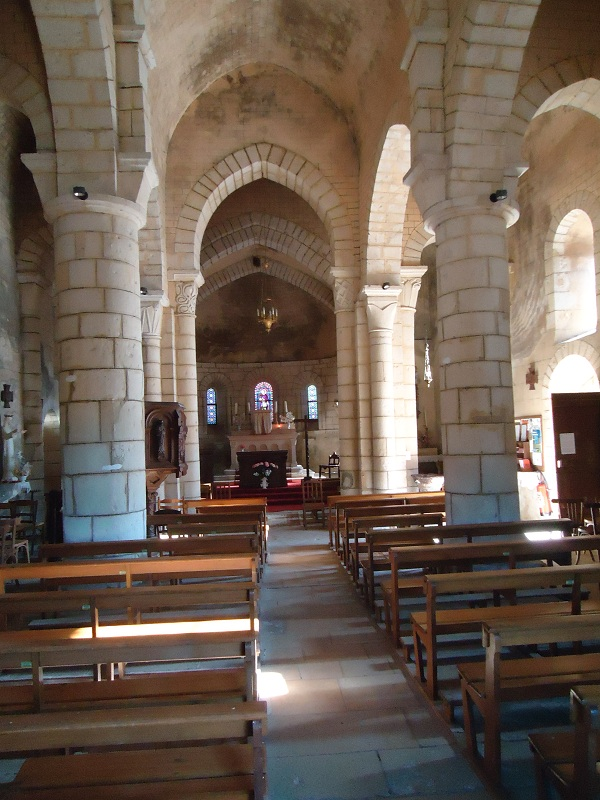

C'est l'un des ENS (espace naturel sensible) du département de la Nièvre. Ce site est particulièrement riche en oiseaux, notamment la cigogne blanche, le guêpier d'Europe et la grue cendrée.
Le sentier démarre près de l'église romane Saint-Julien et décrit une boucle de 3 km pour environ 2 heures de marche. On y trouve plusieurs panneaux d'information, un observatoire, un parcours en campagne, puis en forêt. On accède au bord  de l'Allier. Des passerelles en bois permettent une agréable escapade au cœur de la forêt.

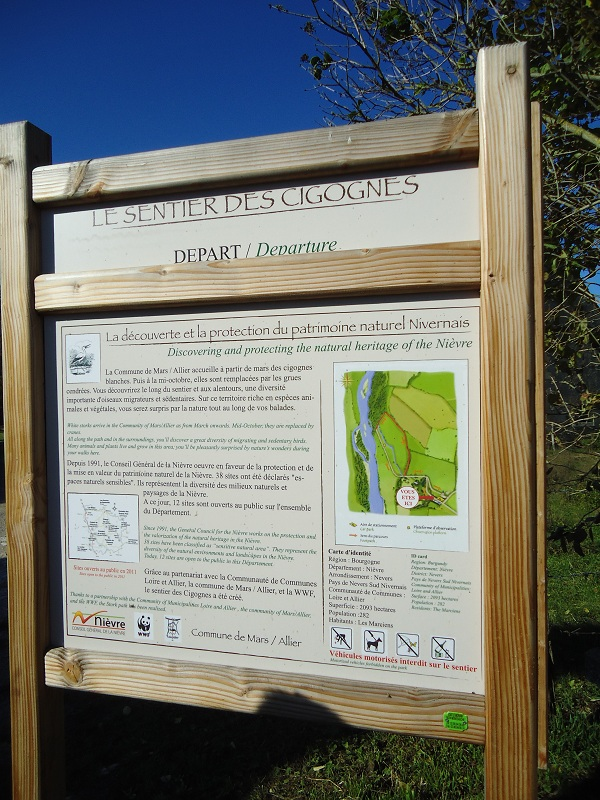
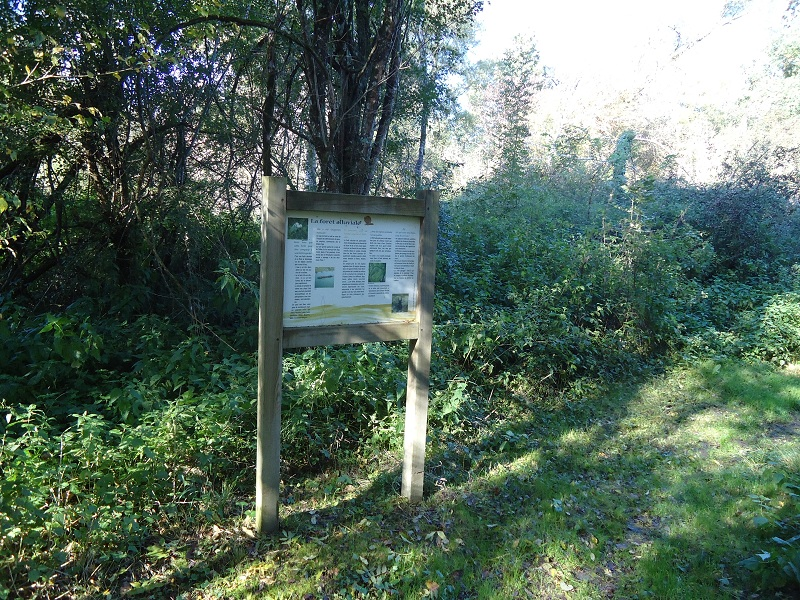
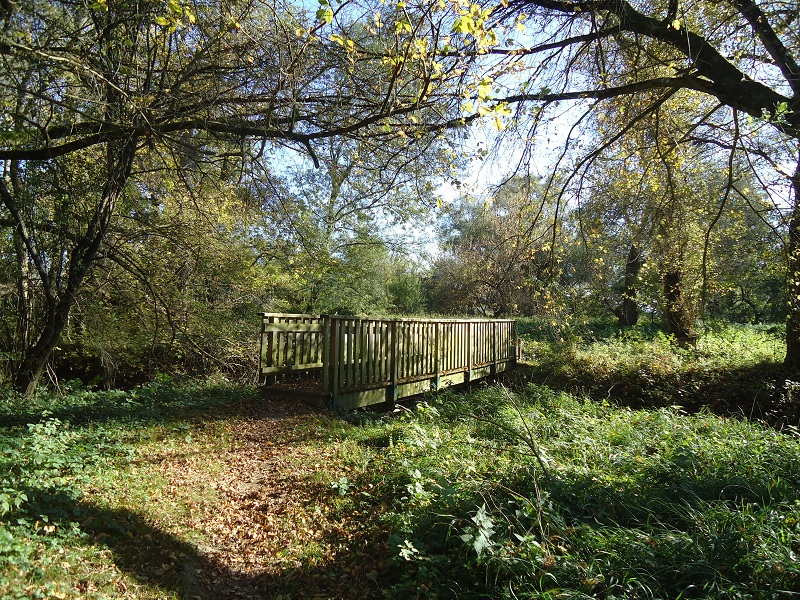
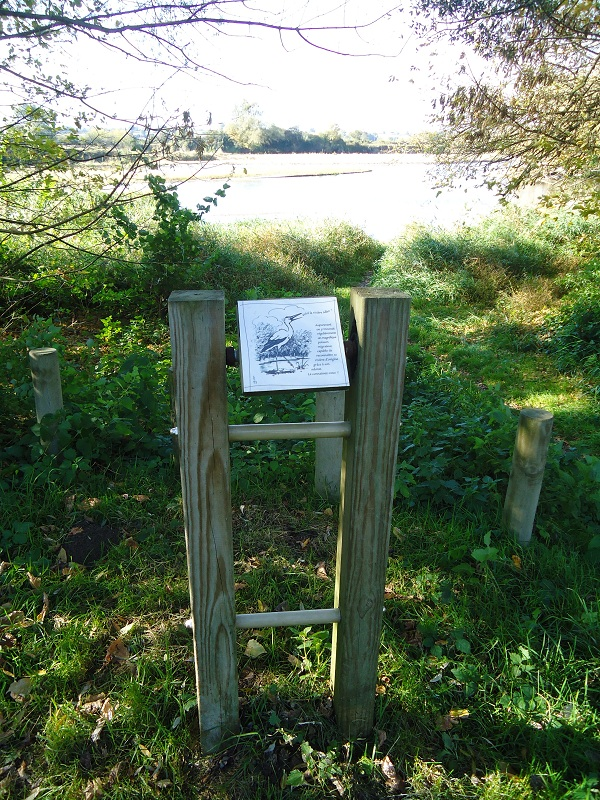
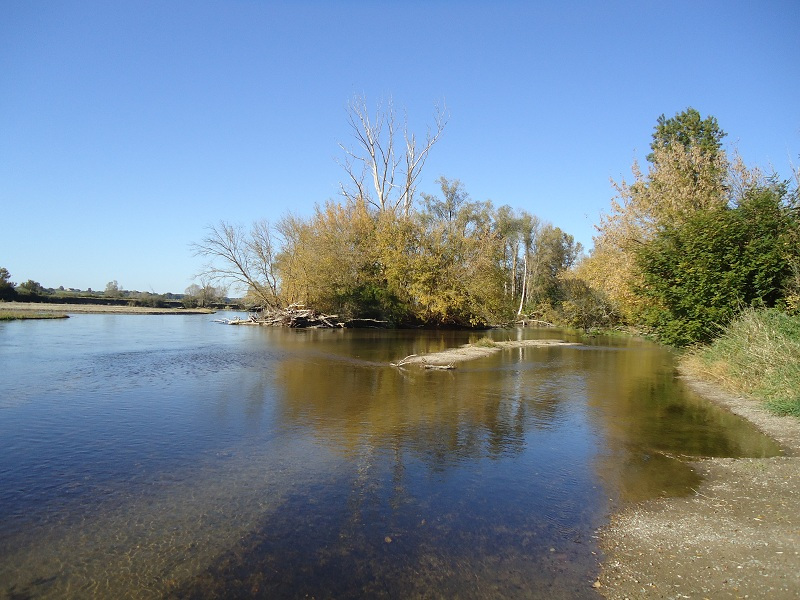
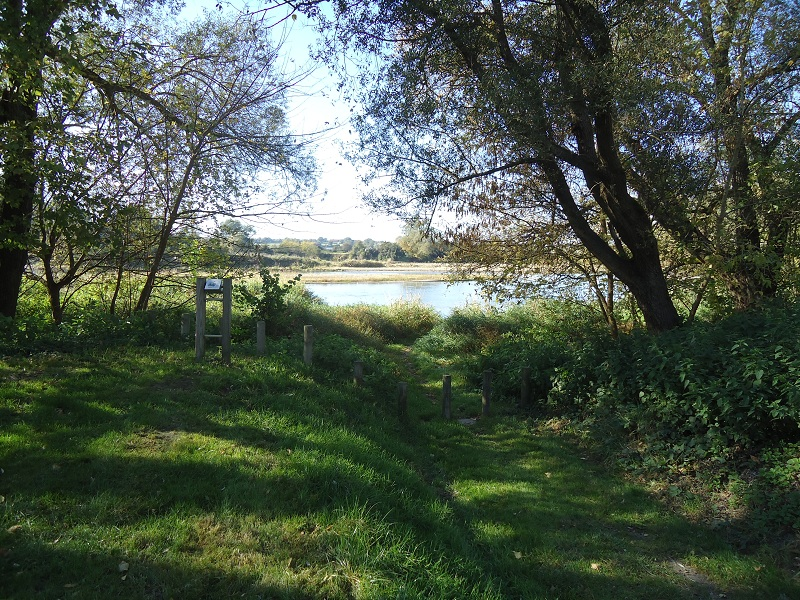
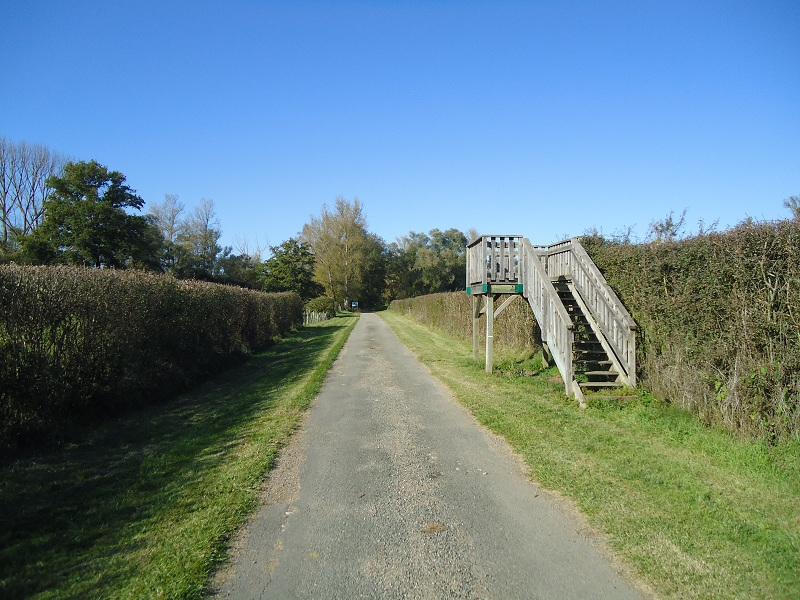
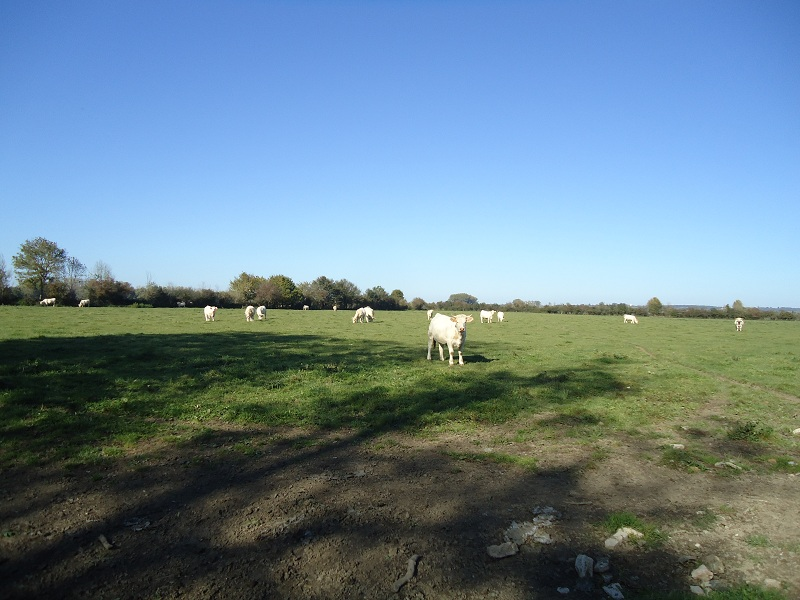

- Lieu dit La Gare ou se situe la gare de Mars, ouverte en 1853. Fermée, il ne subsiste que l'ancienne halle à marchandises.

### Personnalités liées à la commune
- Charles Clair (1860-1930) : peintre et graveur, né à Mars-sur-Allier.

### Héraldique
| Blason de Mars-sur-Allier | Blason  | De sinople à deux cotices ondées d'azur, bordées d'argent et abaissées, accompagnées en chef d'un bœuf (charolais) arrêté du même ; au franc-quartier de gueules chargé d'une épée basse d'argent garnie d'or posée en barre. |
| Blason de Mars-sur-Allier | Détails | Création Jean-François Binon, adoptée en 2021. |